# Crossocerus subulatus
Crossocerus subulatus är en stekelart som först beskrevs av Anders Gustav Dahlbom 1845.  Crossocerus subulatus ingår i släktet Crossocerus, och familjen Crabronidae. Arten är reproducerande i Sverige.